# Eigentliche Glattnasen
Die Eigentlichen Glattnasen (Vespertilioninae) sind eine Fledermausgruppe aus der Familie der Glattnasen (Vespertilionidae). Zu dieser Gruppe, die eventuell nicht monophyletisch ist, gehören ca. 45 Gattungen.

## Merkmale
Als diagnostische Merkmale der Vespertilioninae werden folgende morphologischen Eigenschaften genannt: der zweite Fingerknochen des dritten Fingers ist etwa so lang wie der erste oder länger, aber erreicht niemals die doppelte Länge des ersten. Die Ohren sind nicht trichterförmig. Der Tragus (Ohrdeckel) ist kurz und stumpf oder lang und schmal, niemals aber zugespitzt. Im Oberkiefer finden sich weniger als sechs Backenzähne.

## Interne Systematik
Zu den Eigentlichen Glattnasen gehören etwa 45 Gattungen, die in sieben Tribus zusammengefasst werden:
- Tribus Eptesicini Volleth & Heller, 1994
  - Arielulus
  - Breitflügelfledermäuse (Eptesicus), rund 30 Arten, weltweit, davon zwei in Europa
  - Hesperoptenus, fünf Arten, Südostasien
- Tribus Lasiurini Tate, 1942
  - Haarschwanzfledermäuse (Lasiurus), 15 Arten, Amerika
- Tribus Nycticeiini Gervais, 1855
  - Schmetterlingsfledermäuse (Glauconycteris), elf Arten, Afrika
  - Niumbaha
  - Schlieffen-Fledermaus (Nycticeinops schlieffeni), Afrika, Südwestasien
  - Amerikanische Abendsegler (Nycticeius), zwei Arten, Nordamerika
  - Rhogeessa, zehn Arten, Mittel- und Südamerika
  - Große Breitnasenfledermaus (Scoteanax rueppellii), Australien
  - Scotoecus, drei Arten, Afrika, Südasien
  - Harlekinfledermaus (Scotomanes ornatus), Südostasien
  - Scotophilus, zehn Arten, Afrika und Süd- und Südostasien
  - Kleine Breitnasenfledermäuse (Scotorepens), vier Arten, Australien
- Tribus Nyctophilini Peters, 1865
  - Nyctophilus
  - Neuguinea-Langohr (Pharotis imogene)
- Tribus Pipistrellini Tate, 1942
  - Alionoctula[3]
  - Dickdaumenfledermäuse (Glischropus), zwei Arten, Südostasien
  - Abendsegler (Nyctalus), sechs Arten, Eurasien, Nordafrika, davon vier in Europa
  - Westliche Amerikanische Zwergfledermaus (Parastrellus hesperus), eine Art im westlichen Nordamerika
  - Östliche Amerikanische Zwergfledermaus (Perimyotis subflavus), eine Art im östlichen Nordamerika
  - Zwergfledermäuse (Pipistrellus), rund 35 Arten, weltweit, davon fünf in Europa
  - Dormer-Zwergfledermaus (Scotozous dormeri), Südasien.
- Tribus Plecotini Gray, 1866
  - Mopsfledermäuse (Barbastella), zwei Arten, Eurasien, davon eine in Europa
  - Amerikanische Langohrfledermäuse (Corynorhinus), drei Arten, Nordamerika
  - Gefleckte Fledermaus (Euderma maculatum), Nordamerika
  - Allen-Langohrfledermaus (Idionycteris phyllotis), Nordamerika
  - Wüstenlangohr (Otonycteris hemprichi), Nordafrika, Westasien
  - Langohrfledermäuse (Plecotus), 19 Arten, Eurasien, davon sieben in Europa
- Tribus Vespertilionini Gray, 1821
  - Chalinolobus, sieben Arten, Australien, Neuseeland
  - Diskusfüßige Fledermaus (Eudiscopus denticulus), Südostasien
  - Falsistrellus
  - Histiotus, 11 Arten, Südamerika
  - Hypsugo, rund 20 Arten, weltweit, davon eine in Europa
  - Ostasiatischer Frühabendsegler (Ia io), China
  - Afrikanische Langohrfledermäuse (Laephotis), vier Arten, Afrika
  - Joffre-Zwergfledermaus (Mirostrellus), Südostasien
  - Moloneys Schmalflügel-Fledermaus (Mimetillus moloneyi), Zentralafrika
  - Neoromicia
  - Parahypsugo[4]
  - Rohu-Fledermaus (Philetor brachypterus), Südostasien
  - Pseudoromicia, Afrika[5]
  - Bambusfledermäuse (Tylonycteris), sechs Arten, Südostasien
  - Vespadelus
  - Zweifarbfledermäuse (Vespertilio), drei Arten, Eurasien, davon eine in Europa

## Belege
1. 1 2  
Meredith Happold: Subfamily Vespertilioninae - Barbastelles, Serotines, Butterfly Bats, Long-eared Bats, Noctules, Pipistrelles, House Bats ans others. Seite 545–546 in Meredith Happold und David Happold (Hrsg.): Mammals of Africa Volume IV. Hedgehogs, Shrews and Bats. Bloomsbury, London, 2013, ISBN 978-1-4081-2254-9
2. ↑  Vespertilioninae Gray, 1821 bei ITIS
3. ↑  
Svetlana S. Zhukova, Alexander P. Yuzefovich, Vladimir S. Lebedev und Sergei V. Kruskop: Reassessment of the Taxonomic Borders Within Pipistrellus (Chiroptera, Vespertilionidae, Pipistrellini).  Diversity 2025, 17(5), 317; doi: 10.3390/d17050317
4. ↑  Rainer Hutterer, Jan Decher, Ara Monadjem, Jonas Astrin: A New Genus and Species of Vesper Bat from West Africa, with Notes on Hypsugo, Neoromicia, and Pipistrellus (Chiroptera: Vespertilionidae). Acta Chiropterologica, 21(1), 2019, S. 1–22. doi:10.3161/15081109ACC2019.21.1.001
5. ↑  Ara Monadjem, Terrence C. Demos, Desire L. Dalton, Paul W. Webala, Simon Musila, Julian C. Kerbis Peterhans and Bruce D. Patterson. 2020. A Revision of Pipistrelle-like Bats (Mammalia: Chiroptera: Vespertilionidae) in East Africa with the Description of New Genera and Species. Zoological Journal of the Linnean Society. zlaa087. DOI: 10.1093/zoolinnean/zlaa087